# Осередок (Емецкое сельское поселение, Прилук)
Осерёдок — деревня в Холмогорском районе Архангельской области.

## География
Находится в центральной части Архангельской области на расстоянии приблизительно 5 км на север-северо-восток от села Емецк на левобережье реки Емца.

## История
В 1859 году здесь (тогда село Прилук Холмогорского уезда Архангельской губернии) было учтено 12 дворов. В 1880-х годах построена была деревянная Сретенская церковь (сохранилась). В 2019 году учтено 8 хозяйств. До 2022 года входила в Емецкое сельское поселение до его упразднения.

## Население
Численность населения: 59 человек (1859 год), 23 в 2019.